# Crno Vrelo
Crno Vrelo es una localidad de Croacia en el ejido de la ciudad de  Slunj, condado de Karlovac.

## Geografía
Se encuentra a una altitud de 210 m s. n. m. a 93 km de la capital nacional, Zagreb.

## Demografía
En el censo 2011, el total de población de la localidad fue de 6 habitantes.
| Gráfica de población de Crno Vrelo 1857-2011                        |
|                                                                     |
| Según los censos de población de la oficina estadística de Croacia. |